# Iraqw (Sprache)
Das Iraqw (Selbstbezeichnung káŋw iraqw) ist eine Sprache, die von etwa 500.000 Sprechern in der Region um die Stadt Mbulu (iraqw Imboru) im Norden Tansanias gesprochen wird. Sie ist die größte unter den südkuschitischen und eine der südlichsten aus der Familie der afroasiatischen Sprachen. Die meisten Sprecher beherrschen zusätzlich auch die überregionale Verkehrssprache Swahili, die für Schriftzwecke meist vorgezogen wird.

## Lautsystem

### Konsonanten
|                        | Labiale | Dentale | Laterale | Palatale | Velare | Labiovelare | Pharyngale | Glottale |
| ---------------------- | ------- | ------- | -------- | -------- | ------ | ----------- | ---------- | -------- |
| stimmhafte Plosive     | b       | d       |          | (j)      | g      | gʷ          |            |          |
| stimmlose Plosive      | p       | t       |          | (c)      | k      | kʷ          |            |          |
| glottalisierte Plosive |         | ts’     | tɬ’      |          | q      | qʷ          |            | ʔ        |
| Frikative              | f       | s       | ɬ        | (ʃ)      | x      | xʷ          | ħ          | h        |
| Nasale                 | m       | n       |          | (ɲ)      | ŋ      | ŋʷ          |            |          |
| Sonoranten und Glides  | w       | r       | l        | j        |        |             | ʕ          |          |

Marginale Phoneme, die vor allem in Fremdwörtern aus dem Swahili auftreten, sind eingeklammert.
Bemerkenswert ist die Existenz von Pharyngalen (ʕ, ħ), die auch in anderen kuschitischen und semitischen Sprachen vorkommen (z. B. Somali, Arabisch), sowie von stimmlosen Lateralen (ɬ und tɬ’). ʕ ist phonetisch ein stimmhafter Frikativ, sein Status im System ist diskutabel.
Der durch q bezeichnete Laut kann beliebig als ejektives k’, oder aber als nach hinten verlagertes (uvulares) k gesprochen werden (entsprechend auch qʷ).

### Vokale
Es gibt 5 Vokale i, e, a, o, u, die entweder kurz oder lang (dann doppelt geschrieben) sein können. Gelängte Konsonanten gibt es hingegen nicht außer in seltenen Spezialfällen wie Wortzusammensetzungen.

### Ton
Wie in vielen Sprachen fällt auch im Iraqw die Satzmelodie vom Anfang zum Ende eines Satzes hin grundsätzlich ab (sogenannter „downdrift“). Bei einem Teil der Wörter des Iraqw wird aber auf der letzten Silbe des Wortes der Ton angehoben und dadurch der downdrift unterbrochen. Diese Silben werden mit einem Akzent (´) markiert. Die letzte Silbe eines Wortes kennt somit einen binären Kontrast, den man mit „Hochton“ bzw. „Tiefton“ bezeichnen kann. Insofern lässt sich das Iraqw als eine Tonsprache ansprechen, wobei allerdings viel weniger Tonverläufe möglich sind als in prototypischen Tonsprachen, in denen alle Silben unabhängig voneinander tonal markiert sind. In seltenen Fällen kann auch eine andere als die letzte Silbe eines Wortes einen Hochton tragen. Ein kontrastiver Wortakzent existiert nicht.

## Substantiv
Das Iraqw unterscheidet beim Substantiv Geschlecht, Zahl sowie eine Unterscheidung von Grundform versus Status constructus, die man als Kasus auffassen könnte. Es gibt keine Artikel.

### Geschlecht und Zahl
Das Iraqw kennt zwei grammatische Geschlechter: Maskulinum und Femininum. Das Geschlecht erkennt man an mit dem Substantiv kongruierenden Attributen, Verben oder Pronomina. Bei Bezeichnungen von Personen stimmt im Normalfall (soweit das Substantiv Singularbedeutung hat) das grammatische Geschlecht mit dem natürlichen Geschlecht überein:
- gitɬ’a „Mann“ ist maskulin
- ʕameeni „Frau“ ist feminin.

Wie im Deutschen, so ist auch im Iraqw das grammatische Geschlecht von Sachbezeichnungen weder aus der Bedeutung noch aus der Lautform des Substantivs mit einiger Sicherheit vorherzusagen.
Weiter werden die Numeri Singular und Plural unterschieden. Im Plural gibt es keine grammatische Genusunterscheidung.
Eine Besonderheit des Iraqw ist, dass viele Substantive singularischer Bedeutung durch einen Plural (d. h.: ein Substantiv, das pluralische Kongruenz auslöst) bezeichnet werden, und dass – noch häufiger – bedeutungsmäßige Pluralformen grammatische Singulare sein können. Beispielsweise werden folgende Substantive grammatisch als Plural behandelt:
- duuŋgaʔ „Nase“ (vielleicht ursprünglich etwa als „Nasenlöcher“ zu verstehen)
- xweera „Nacht“ (vielleicht etwa „Nachtstunden“)
- biħiiʔ „Seite“
- maʔay „Wasser“

Der Plural wird auf recht vielfältige Weise gebildet, oft mit Suffixen:
- ʃuule „Schule“ (feminin) – ʃuuladu „Schulen“ (plural)[1]
- baala „Tag“ (feminin) – balu „Tage“ (plural) (mit Vokalkürzung wie auch bei einigen anderen Substantiven)
- ila „Auge“ (feminin) – ilaʔ „Augen“ (plural)

In folgenden Beispielen dient ein grammatischer Singular als semantische Pluralform. Diese kann man sich wohl eigentlich als Kollektiva vorstellen. Bei bedeutungsmäßigen Pluralen fällt grundsätzlich auch bei Personenbezeichnungen jede Korrelation zwischen Bedeutung und grammatischem Geschlecht fort:
- saga „Kopf“ (maskulin) – sage „Köpfe“ (feminin) (etwa als „Kopfgruppe“ zu verstehen)
- ts’irʕi „Vogel“ (feminin) – ts’irʕo „Vogel“ (feminin)
- dasi „(das) Mädchen“ (feminin) – dasu „(die) Mädchen“ (maskulin, kein Zusammenhang zwischen Genus und Bedeutung bei Kollektiva)

Im Extremfall kann der bedeutungsmäßige Singular durch einen grammatischen Plural und der bedeutungsmäßige Plural durch einen grammatischen Singular bezeichnet werden:
- duuŋgaʔ „Nase“ (plural) – duŋgawe „Nasen“ (feminin)

Nicht selten trägt schon der einfache Stamm (der dann fast immer als grammatischer Singular behandelt wird) Pluralbedeutung, während der Singular von ihm mit einem Suffix abgeleitet wird:
- ts’ats’eeʕi „Stern“ (fem.) – ts’ats’eeʕ „Sterne“ (mask.)

Schließlich gibt es Fälle, in denen sowohl der Singular als auch der Plural von einem abstrakten Stamm durch Suffixe abgeleitet werden:
- ɬaħaŋw „Monat“ (mask.) – ɬaħeeri „Monate“ (pl.) (Stamm *ɬaħ- kommt nicht isoliert vor)

### Status constructus
Das Iraqw verwendet keine Kasus, die den Kasus europäischer Sprachen entsprechen. Allerdings kennt das Substantiv zwei Formen, die man als Grundform und (mit einem Terminus aus der Semitistik) als Status constructus bezeichnen kann. Der Status constructus steht dann, wenn das Substantiv mit dem folgenden Element eng verbunden ist: Entweder wenn ein Attribut wie beispielsweise ein Adjektiv, Genitiv oder Relativsatz folgt, oder wenn das Substantiv das logische Objekt zu einem folgenden Verb darstellt (Details folgen unten).
Der Status constructus hat grundsätzlich einen Hochton auf der letzten Silbe. Bei maskulinen Substantiven erhält er meist die Endung -ú oder (bei wenigen Substantiven) -kú; viele Formen sind mehr oder weniger unregelmäßig:
- ts’axwél „Falle“ – ts’axwelú daaŋw „Falle von Elefanten“ = „Elefantenfalle“
- afa „Mund“ – afkú doʔ „Mund des Hauses“ = „Tür“
- muu „Leute“ (mask.) – múk laħóoʔ „sechs Leute“

Feminina bilden den Status constructus mit der Endung -r, bei manchen Wörtern -tá:
- dasi „Mädchen“ – dasír níina „kleines Mädchen“
- diʕi „Fett“ – diʕitá áwak „weißes Fett“ = „Sahne“

(Grammatische) Plurale bilden den Status constructus mit der Endung -á, welche vorangehende Vokale verdrängt:
- makay „Tiere“ – maká gadá „Waldtiere“ (makay + -á > maká)
- maraay „Häuser“ – mará urén „große Häuser“

Wie man sieht, stehen alle Attribute hinter ihrem Bezugswort. In einer Genitivverbindung ist nur das Bezugswort durch den Status constructus markiert; der Genitiv hat keine besondere Form.

### Lokalsubstantive
Bestimmte Substantive, die für Ortsangaben stehen, tauchen besonders häufig im Status constructus auf und können unseren Präpositionen entsprechen:
- guraʔ „Bauch“ (mask.) – gurúu (< *guraʔ + ú) „(im) Bauch von ... = in ...“
- amoo „Ort“ (fem.) – amór „(am) Ort von ... = an ...“
- alu „Hinterseite“ (plural) – alá „(auf) der Hinterseite von ... = hinter ...“

### Demonstrativsuffixe
Demonstrativa als Attribut werden durch Suffixe am Substantiv bezeichnet, u. a.:
- -í „dieser (bei mir)“
- -síŋ „der (bei dir)“
- -qáʔ „der dort“

Auch diese Suffixe werden an den Status constructus gehängt, wobei allerdings dessen Hochton sich auf das folgende Demonstrativum verlagert:
- muu „Leute“ – Stat. constr. múk – muk-síŋ „diese Leute“
- adoo „Art und Weise“ (fem.) – Stat. constr. adóor – adoor-í „(auf) diese Weise“ = „so“

Für selbständige Demonstrativa gibt es besondere Formen, z. B.:
- kwí / kwisíŋ / kuqáʔ (mask.) „dieser“ (engl. „this one“)
- tí / tisíŋ / taqáʔ (fem.)
- kuká / kusíŋ / kuqáʔ (plur.)

### Possessivsuffixe
An das Substantiv können Possessivsuffixe gehängt werden (für deren Form siehe die nächste Sektion). Diese folgen ebenfalls auf den Status constructus, dessen finaler Hochton sich auf das Suffix verlagert:
- uma „Name“ (mask.) – Stat. constr. umú – umuwós „sein/ihr Name“
- naʕaay „Kind“ (mask) – naʕaywók „dein Kind“ (naʕaay + ú + ok > naʕaywók)
- fadu „Knochen“ (plur.) – faduʔéeʔ „meine Knochen“ (von dem -á- des Status constructus bleibt hier nur der Hochton übrig)

## Personalpronomina und Possessivsuffixe
Es gibt selbständige Personalpronomina, von denen die meisten ohne großen Funktionsunterschied in einer längeren und einer verkürzten Form auftreten können. Die folgende Tabelle zeigt diese Formen und gleichzeitig auch die Possessivsuffixe, die an ein Substantiv gehängt werden und den Possessivpronomina des Deutschen entsprechen.
Man beachte, dass das Iraqw, wie auch viele andere afroasiatische Sprachen, einen Genusunterschied bei der 2. Person Singular macht („du-Mann“, „du-Frau“), sogar eher als bei der 3. Person Singular („er“, „sie“), wo ein solcher Unterschied nicht im Pronomen, wohl aber bei den „Selektoren“ (siehe unten) und bei den Konjugationsformen des Verbs existiert.
Wie im Deutschen ist mit Geschlecht das grammatische Geschlecht des Bezugswortes gemeint, d. h. ein Pronomen 3.sg.mask. bezieht sich nicht in erster Linie auf männliche Wesen, sondern auf diejenigen Substantive, die als grammatische Maskulina gelten.
|                   | selbständiges Pronomen | Possessivsuffix |
| ----------------- | ---------------------- | --------------- |
| 1. sg. „ich“      | aníŋ ~ án              | -ʔéeʔ           |
| 2. sg. mask. „du“ | kúuŋ ~ kú              | -ók             |
| 2. sg. fem. „du“  | kíiŋ ~ kí              | -ók             |
| 3. sg. „er; sie“  | inós ~ ís              | -ós             |
| 1. pl. „wir“      | atén ~ át              | -rén            |
| 2. pl. „ihr“      | kuuŋgáʔ                | -húŋ            |
| 3. pl. „sie“      | inoʔín ~ inʔín         | -ʔín            |

Man kann noch erahnen, dass die Possessivsuffixe einen gemeinsamen Ursprung mit den selbständigen Pronomina haben.

## Adjektiv
Attributive Adjektive stehen immer nach ihrem Bezugswort, welches die Form des Status constructus annimmt (siehe Sektion „Substantiv“). Das Adjektiv zeigt Kongruenz nach Genus und Numerus, was hier nicht weiter dargestellt wird.

## Selektor
Eine Besonderheit des Iraqw und mehrerer anderer kuschitischer Sprachen ist die Wortart der sogenannten Selektoren. Die Selektoren drücken Finitheitsmerkmale des Satzes wie Person und Tempus aus. Es handelt sich um ähnliche Merkmale, wie sie im Iraqw und vielen anderen Sprachen in finiten Verbformen enthalten sind. Im Iraqw existieren solche Markierungen also zweimal pro Satz, nämlich einerseits in Form des Selektors und andererseits im Verb. Sie sind jeweils ziemlich mehrdeutig, so dass nur durch beide Markierungen zusammengenommen die Kategorien hinreichend bezeichnet sind.
Fast jeder Satz muss einen Selektor enthalten. Die folgende Tabelle zeigt nur sieben Formenreihen von wesentlich mehr, die in der Sprache vorkommen:
|                   | Präsens | Präteritum 1 | Präteritum 2 | Nebensatz | Objekt (bei Subjekt 1./2. Person) | Objekt (bei Subjekt 3. Person) | Objekt (bei impersonalem Subjekt) |
| ----------------- | ------- | ------------ | ------------ | --------- | --------------------------------- | ------------------------------ | --------------------------------- |
| 1. sg. „ich“      | a       | aga          | ana          | ni        | i                                 | i                              | ti                                |
| 2. sg. mask. „du“ | a       | aga          | ana          | ta        | u                                 | u                              | tu                                |
| 2. sg. fem. „du“  | a       | aga          | ana          | ta        | i                                 | i                              | ti                                |
| 3. sg. mask. „er“ | i       | aa           | ina          | i         | u                                 | gu                             | ku                                |
| 3. sg. fem. „sie“ | i       | aa           | ina          | i         | a                                 | ga                             | ka                                |
| 1. pl. „wir“      | a       | aga          | ana          | ta        | ti                                | ti                             | ti                                |
| 2. pl. „ihr“      | a       | aga          | ana          | ta        | nu                                | nu                             | tundu                             |
| 3. pl. „sie“      | i       | naa          | nina         | i         | i                                 | gi                             | ki                                |
| impers. „man“     | ta      | ?            | tana         | ta        | -                                 | -                              | -                                 |

Bemerkungen:
- Prinzipiell kongruiert der Selektor mit dem Subjekt des Satzes. Jeder Satz muss einen Selektor beinhalten, auch wenn das Subjekt schon anderweitig ausgedrückt ist.
- Wie man sieht, hat etwa die Präsensreihe nur drei unterschiedliche Formen a, i, ta, die daher für sich genommen die Person nicht eindeutig bezeichnen.
- Gleichzeitig drückt der Selektor das Tempus aus. Die Tabelle zeigt nur das Präsens und zwei häufige Präteritalformen (deren Funktionsunterschied noch weiter untersucht werden müsste), sowie eine Form, die in Nebensätzen gebraucht wird. Es gibt daneben noch eine Reihe weiterer Tempora und ähnlicher Kategorien.
- Wenn der Satz ein pronominales Objekt enthält, verschmilzt dieses mit dem Selektor. Die Tabelle zeigt nur die Kombinationen für das Präsens an. Entsprechend den drei Präsens-Selektoren a, i und ta ergeben sich drei Serien von Objektsselektoren. Wie verwandte Sprachen (Burunge) zeigen, sind diese aus einer Kombination eines Subjektsselektors und eines Objektpronomens (in dieser Reihenfolge) entstanden, doch sind beide im Iraqw völlig verschmolzen und nicht mehr analysierbar.
- Während jeder Satz das Subjekt im Selektor kodieren muss, stehen die Selektoren, die ein Objekt beinhalten, nicht automatisch in allen Sätzen mit Objekt. Details siehe im Abschnitt „Syntax“.

Die Selektoren sind vermutlich aus ursprünglichen Subjektspronomina, ggf. mit anderen Elementen verschmolzen, hervorgegangen.

## Verb
Das Verb wird nach Person und Tempus flektiert. Es kongruiert in der Person mit dem Subjekt. Anders als im Deutschen spielt in der 3. Person sg. auch das grammatische Geschlecht des Subjekts eine Rolle. Es gibt zwei Tempusstämme für das Präsens (das, wie im Deutschen, auch futurischen Sinn haben kann) einerseits und das Präteritum andererseits.
Die folgende Tabelle zeigt die Formen des regelmäßigen Verbs dóoɬ „graben; Ackerbau treiben“ (man zitiert Verben in der 1. Pers. sg.). Die Selektoren, die das Verb stets begleiten, sind hier mit aufgeführt. In der Spalte für die Vergangenheit kann man statt der Selektoren der aga-Reihe auch diejenigen der ana-Reihe einsetzen; die Verbform bleibt dieselbe.

### Konjugation des regelmäßigen Verbs
|                                | Präsens    | Präteritum   |
| ------------------------------ | ---------- | ------------ |
| 1. Sg. „ich grabe / grub“      | a dóoɬ     | aga dóoɬ     |
| 2. Sg. „du gräbst / grubst“    | a dóɬ      | aga dóɬ      |
| 3. Sg. mask. „er gräbt / grub“ | i dooɬ     | aa dóoɬ      |
| 3. Sg. fem. „sie gräbt / grub“ | i dóɬ      | aa dóɬ       |
| 1. Pl. „wir graben / gruben“   | a dooɬáan  | aga dooɬáan  |
| 2. Pl. „ihr grabt / grubt“     | a doɬáʔ    | aga doɬéʔ    |
| 3. Pl. „sie graben / gruben“   | i dooɬiyáʔ | naa dooɬiyéʔ |

Beobachtungen:
- Das Verb hat meist einen Hochton auf der letzten Silbe. Einzige Ausnahme ist die 3. sg. mask. Präsens eines Teils der Verben (inklusive dóoɬ).
- Der Unterschied zwischen den Tempusstämmen ist relativ gering und betrifft nur die 3. sg. mask. sowie die Pluralendungen der 2. und 3. Person. Erst zusammen mit den Selektoren ist das Tempus klar erkennbar.
- Wenn man die ersten drei Formen als Stammformen betrachtet (hier: dóoɬ, dóɬ, dooɬ), kann man in der Regel alle weiteren Formen davon ableiten: Die 3. sg. fem. ist immer = 2. sg.; die 1. pl., 2. pl. und 3. pl. bestehen jeweils aus der 1. sg., 2. sg. und 3. sg. mask. plus einer zusätzlichen Endung.

Die impersonale Form wird mit dem Verb der 3. sg. mask. verbunden: ta dooɬ „man gräbt“.

### Stammformen einiger Verben
Die folgende Tabelle zeigt die Stammformen einiger repräsentativer Verben:
|           | 1. sg. | 2. sg. | 3. sg. mask. Präsens |
| --------- | ------ | ------ | -------------------- |
| „graben“  | dóoɬ   | dóɬ    | dooɬ                 |
| „bringen“ | húuw   | húb    | huuw                 |
| „essen“   | ʕáay   | ʕág    | ʕaay                 |
| „öffnen“  | gwéer  | gwéed  | gweer                |
| „haben“   | kóom   | kóon   | kón                  |
| „fragen“  | firíim | firíin | firín                |
| „trinken“ | wáh    | wát    | wah                  |
| „sagen“   | káh    | kát    | káhi                 |
| „gehen“   | káw    | kéer   | káy                  |
| „sehen“   | ár     | áan    | ar                   |

Beobachtungen:
- Die 3. sg. mask. Präsens ist im Vergleich mit der 1. sg. entweder tieftonig (so meist) oder durch -i erweitert („sagen“, „gehen“).
- Wie verwandte kuschitische Sprachen zeigen, besaß die 2. sg. ursprünglich eine Endung -t (noch ersichtlich bei „trinken“, „sagen“, sowie mit Abschwächung -t > -r bei „gehen“). Dies führte zu einem Konsonantencluster, das heute fallweise in einer Verhärtung des Auslauts (z. B. w > b bei „bringen“) und/oder in einer Kürzung des Stammvokals vor dem ursprünglichen Cluster Spuren hinterlassen hat.

### Frage und Negation
In der Frage nimmt das Verb eine durch -a oder -i erweiterte Form an, außerdem wird der Ton durch eine Frageintonation ersetzt (steigend-fallend auf der vorletzten Silbe). In der Negation wird an diese erweiterte Form ein weiteres Element -ká angefügt, die den Hochton des Verbs auf sich zieht. Beispiele:
| affirmativ           | Frage                   | Negation                        |
| -------------------- | ----------------------- | ------------------------------- |
| a dóoɬ „ich grabe“   | a dôoɬa „grabe ich?“    | a dooɬaaká „ich grabe nicht“    |
| a dóɬ „du gräbst“    | a dôɬa „gräbst du?“     | a doɬká „du gräbst nicht“       |
| i dooɬ „er gräbt“    | i dôoɬi „gräbt er?“     | i dooɬiiká „er gräbt nicht“     |
| aa dóoɬ „er grub“    | aa dôoɬi „grub er?“     | aa dooɬiiká „er grub nicht“     |
| a firíin „du fragst“ | a firîinda „fragst du?“ | a firiindaaká „du fragst nicht“ |
| i firín „er fragt“   | i fîrna „fragt er?“     | i firnaká „er fragt nicht“      |

Wie verwandte Sprachen (Burunge) zeigen, war die -a/-i-Erweiterung ursprünglich ein Teil der normalen Verbalform und ist aber im Iraqw in Aussagesätzen abgefallen.

### Imperativ
Sätze im Imperativ sind im Iraqw die einzigen Sätze, die ohne Selektor stehen:
- dóoɬ „grabe!“

Der Imperativ bildet eine spezielle Verneinung bestehend aus einer vorangehenden Negation ma und einer Verbform auf -aar:
- ma dooɬaar „grabe nicht!“

Die Negation ma könnte als Selektor betrachtet werden. Ein Objektspronomen verschmilzt mit ma in ähnlicher Weise wie mit anderen Selektoren:
- mu dooɬaar „grabe es nicht!“ (*ma + u > mu)

Dem positiven Imperativ kann dagegen kein Objektspronomen vorangehen; vielmehr existieren spezielle Objektssuffixe, die an den Imperativ angehängt werden. Diese Besonderheit findet sich auch in anderen Sprachen (z. B. Französisch) und erklärt sich aus dem Bestreben, dass der Imperativ das erste Element im Satz sein soll:
- dooɬeek „grabe es!“ (-eek = „es“)

## Syntax

### Verbalsatz
Das Verb steht in der Regel am Satzende. Der minimale Satz besteht aus einem Selektor und einem Verb (in dieser Reihenfolge):
a tɬ’awáan
Selektor-1Pl weggehen-1Pl
„wir gehen weg“
Bei personalem Subjekt wird häufig zusätzlich ein selbständiges Pronomen hinzugesetzt:
atén a tɬ’awáan
wir Selektor-1Pl weggehen-1Pl
„wir gehen weg“
an á imború káw
ich Selektor-ich Mbulu gehe
„ich gehe nach Mbulu (Stadt)“
Wenn das Subjekt ein Substantiv ist, ist die Abfolge Subjekt – Selektor – Verb:
looʔaa i tɬ’éer
Sonne(fem) Selektor-3Sg geht-auf-3.sg.fem
„die Sonne geht auf“
Ein pronominales Objekt verschmilzt mit dem Selektor. Vergleiche:
i tɬ’eeħ
Selektor-er tut
„er tut ...“
ga tɬ’eeħ
Selektor-er-es tut
„er tut es“
Auch ein pronominales Objekt kann zusätzlich in Form eines selbständigen Pronomens ausgedrückt werden:
kú tu gaas
du Selektor-man-dich tötet
„man wird dich töten“
Zum Ausdruck eines nominalen Objekts gibt es zwei Konstruktionsweisen. Entweder steht das Objekt zwischen Selektor und Verb. Der Selektor beinhaltet dann nur einen Subjektsverweis, und das Objekt steht im Status constructus:
inós i kasíir huurín
er Selektor-er Kartoffeln-Stat.constr. kocht
„er kocht Kartoffeln“
Oder das Objekt steht vor dem Selektor. Es erscheint dann in der Grundform, und der Selektor muss ein Objektspronomen beinhalten:
inós kasíis ga huurín
er Kartoffeln Selektor-er-sie kocht
„er kocht Kartoffeln“ (wörtlich etwa: „er, die Kartoffeln, er kocht sie“).
Zwischen beiden Konstruktionen bestehen subtile Funktionsunterschiede, die noch weiter erforscht werden müssten. Wenn sowohl ein Subjekt als auch ein Objekt dem Selektor vorangehen, ist deren Reihenfolge nicht streng festgelegt.
Die Stellung von Adverbialien ist ziemlich frei: Vor dem Selektor, zwischen Selektor und Verb, oder auch nach dem Verb.

### Adverbialklitika
Im Iraqw gibt es vier Adverbialklitika:
- i: Dativ / Richtung („für“, „zu“)
- wa: Ort / Herkunft („in“, „aus“, „von“)
- (a)r: Komitativ / Instrumental („mit“)
- (a)s: Kausal („wegen“)

Das zugehörige Nomen nimmt die Form eines Objekts an, steht also im Status constructus oder ist ein im Selektor inhärentes Objektspronomen. Die Adverbialklitika stehen gewöhnlich direkt zwischen diesem Objekt / Objektspronomen und dem Verb, so dass nicht ganz klar ist, ob es sich eher um Suffixe am Objekt oder um Präfixe am Verb handelt (weitere Forschung ist hier notwendig).
gu xwayts’ir ar taaħ
Selektor-er-ihn Stock-Stat.constr. mit schlägt
„er schlägt ihn mit dem Stock“
i r tɬ’awáan
Selektor-wir-sie mit fortgehen
„wir gehen mit ihnen fort“

### Nichtverbalsatz
Das Prädikat kann aus einer Adverbialie bestehen. Auch dann steht ein Selektor, aber kein „Seinsverb“ (es sei denn, man möchte den Selektor als solches auffassen):
inós i bará qaymoo
er Selektor-er Innenseite-von Feld
„er ist auf dem Feld“
Bei substantivischem Prädikat wird nicht der normale Selektor verwendet, sondern ein unveränderliches a (im Nebensatz ta):
iraqw a dooɬitee
Iraqw – Bauern
„die Iraqw sind Bauern“
Bei adjektivischem Prädikat stehen anstelle des Selektors wieder andere Formen, nämlich ku (mask.) / ka (fem.) / ki (plur.). Diese erinnern formal an Selektoren mit Objektspronomina.
naʕiʔi ki ququmad
Kinder – klein
„die Kinder sind klein“
ka ħooʔ
- gut
„es ist gut“

### Relativsatz
Die Konstruktion der Relativsätze ist recht komplex und wird hier nur sehr verkürzt dargestellt. Der Relativsatz folgt dem Bezugsnomen, das im Status constructus stehen muss. Wenn das Bezugsnomen Subjekt des Relativsatzes ist, steht im Sinne eines Relativsatzes meist eine Verbalform ohne Personalflexion, die als „Partizip“ verstanden werden kann:
hée dóoɬ
Mensch-Stat.constr. grabend
„ein Mensch, der gräbt“ = „jemand, der gräbt“
Ist das Bezugsnomen nicht Subjekt des Relativsatzes, so steht ein echter Relativsatz mit Nebensatz-Selektor, wobei das Verb in einer leicht veränderten Form erscheint (u. a. mit Verlust des Hochtons):
tɬ’oomár ti ts’aʕamaan
Berg-Stat.constr. Selektor wir-steigen
„der Berg, auf den wir steigen“
ti ist eine Fusion aus dem Selektor ta (Nebensatz + „wir“) und dem richtungsanzeigenden Adverbialklitikon i.
Das Iraqw verwendet Relativsätze sehr häufig in Cleft-Konstruktionen, so in Fragesätzen:
láa gár ta ʕayaan a milá
heute Ding-Stat.constr. Selektor-Nebensatz-wir essen ist was
„Das Ding, das wir essen, ist heute was?“ = „Was essen wir heute?“

## Wortschatz
Einige Elemente aus dem Grundwortschatz:
| Auge   | ila     |
| drei   | tám     |
| eins   | wák     |
| essen  | ʕáay    |
| Frau   | ʕameeni |
| fünf   | kooʔán  |
| geben  | haníis  |
| gehen  | káw     |
| groß   | ur      |
| gut    | ħooʔ    |
| Hand   | dawa    |
| hören  | axáas   |
| Mann   | gitɬ’a  |
| Mund   | afa     |
| Name   | uma     |
| sagen  | óoʔ     |
| sehen  | ár      |
| vier   | ts’iyáħ |
| Wasser | maʔay   |
| wissen | xuuʔ    |
| zwei   | ts’ár   |